# Charles de Hesse-Cassel
Ne doit pas être confondu avec Charles de Hesse-Cassel (1937).
Titre
Gouverneur général de Norvège
4 juillet 1766 – 26 janvier 1770
(3 ans, 6 mois et 22 jours)
Charles de Hesse-Cassel (Karl von Hessen-kassel), landgrave de Hesse-Cassel, né le 19 décembre 1744 à Cassel et mort le 17 août 1836 au château de Louisenlund à Güby, est un prince allemand de la maison de Hesse, beau-frère de Christian VII de Danemark et gouverneur de la couronne danoise dans les duchés.

## Biographie
Charles de Hesse-Cassel est le deuxième fils survivant du futur landgrave Frédéric II de Hesse-Cassel et de son épouse, née princesse Marie de Hanovre (fille du roi George II de Grande-Bretagne). Frédéric II se convertit en 1747 à la foi catholique ce qui éloigne de lui son épouse demeurée protestante. Charles et ses frères sont éloignés de leur père, puis élevés par leur tante maternelle, Louise, reine du Danemark; mais elle meurt en 1751. Le prince Charles reste au Danemark, puis il devient en 1768 le successeur du comte von Dehn, comme gouverneur des duchés du Schleswig et du Holstein provinces en majorité germanophones qui appartenaient personnellement à la couronne du Danemark. Il réside au château de Gottorf.
Le prince Charles épouse, le 30 août 1766, au château de Christiansborg la princesse Louise de Danemark, fille du roi Frédéric V. Il achète en 1768 le manoir et le village de Rumpenheim en Hesse qu'il agrandit en 1771 pour en faire un grand château, celui de Rumpenheim, ainsi que le domaine de Gereby en 1790, puis en 1807 les terres de Schlei et de Schwansen dans le Schleswig. Il hérite aussi du château de Panker.
Le prince Charles de Hesse-Cassel devient landgrave de Hesse-Cassel le 25 janvier 1805, son frère aîné, qui était revenu en Hesse-Cassel en 1785, étant devenu prince-électeur. Il nomme son château de Louisenlund, dans le duché de Schleswig en l'honneur de son épouse, où il termine ses jours.

## Franc-maçonnerie
Franc-maçon, il est membre de la Stricte observance templière, avec le nom d'Ordre de « Eques a Leone Resurgente », ainsi que grand-maître de la huitième province (Danemark et Allemagne du Nord) et coadjuteur de la septième, dont le grand-maître était le duc Ferdinand de Brunswick-Lunebourg, avec le nom d'Ordre de « Eques a Victoria ». En août 1786 il fut nommé chef de l'Ordre des Frères de Saint-Jean l'évangéliste d'Asie en Europe.
Il est aussi membre des Illuminés de Bavière, sous le nom de Aaron.
Il écrivit un livre sur le zodiaque de Denderah La pierre zodiacale du temple de Dendérah: expliquée publié chez André Scidelin, en 1824, à Copenhague.

## Famille

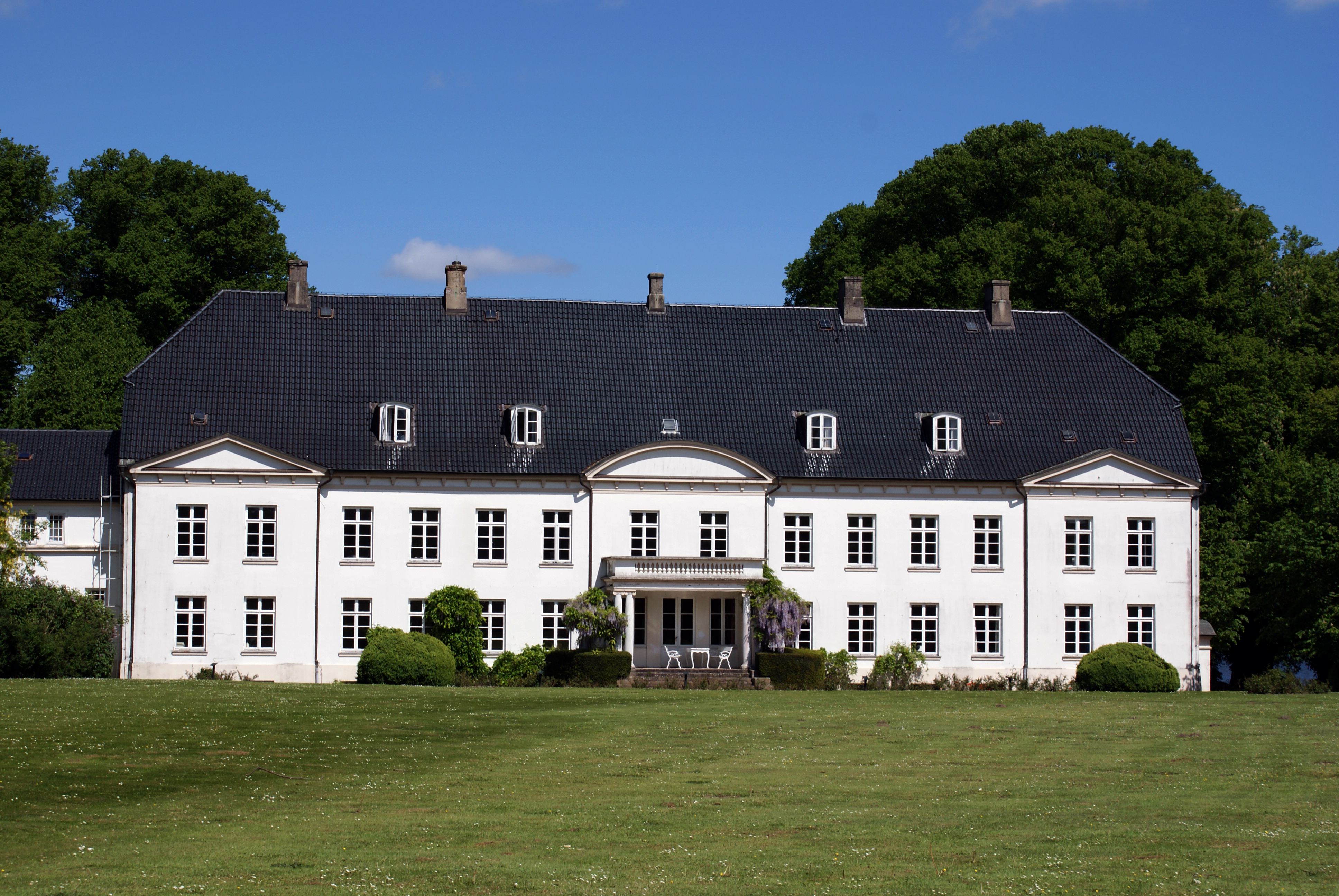
Château de Louisenlund.

De son épouse, née princesse Louise de Danemark (fille de Frédéric V), sont issus :
- Marie-Sophie (1767-1852), princesse de Hesse, qui épouse le 31 juillet 1790 son cousin le futur Frédéric VI de Danemark ;
- Guillaume, prince de Hesse (1769-1772) ;
- Frédéric, prince de Hesse (1771-1845), général et gouverneur des duchés de Schleswig-Holstein, vice-gouverneur de Norvège en 1810-1813 ;
- Julienne, princesse de Hesse (1773-1860), abbesse protestante à Itzehoe ;
- Christian, prince de Hesse (1776-1814) ;
- Louise-Caroline, princesse de Hesse (1789-1867), qui épouse en 1810 le futur duc Frédéric-Guillaume de Schleswig-Holstein-Sonderbourg-Glücksbourg.

## Publications
- Mémoires sur la campagne de 1788 en Suède, J. F. Schultz, 108 p., 1789.
- La pierre zodiacale du temple de Dendérah expliquée, Copenhague, André Scidelin, 1824.
- Mémoires de mon temps, Copenhague, Imprimerie de J. H. Scrultz, 1861 ; rééd. autoédition TheBookEdition, préf. Pierre Hillard, 237 p., 2025  (ISBN 978-2959281822)